# Моральная свобода воли
Моральная свобода воли — способность человека делать моральный выбор, основанный на некотором понятии правильного и неправильного, и быть привлеченным к ответственности за эти действия. Моральный агент — существо, которое способно действовать в отношении правильного и неправильного».

## Развитие и анализ
Большинство философов предполагают, что только разумные существа, которые могут рассуждать и формировать корыстные суждения, способны быть моральными агентами. Некоторые предполагают, что люди с ограниченной рациональностью (например, люди с лёгкой умственной отсталостью или младенцы) также обладают некоторыми базовыми моральными способностями.
Детерминисты утверждают, что все наши действия являются продуктом предшествующих причин, а некоторые считают, что это несовместимо со свободой воли, и поэтому заявляют, что у нас нет реального контроля над нашими действиями. Иммануил Кант утверждал, что независимо от того, может ли наше реальное «я», ноуменальное «я», выбирать, у нас нет другого выбора, кроме как верить, что мы выбираем свободно, когда делаем выбор. Это не означает, что мы можем контролировать последствия наших действий. Некоторые индетерминисты утверждают, что у нас также нет свободы воли. Если в отношении человеческого поведения так называемая «причина» приводит к неопределённому числу возможных, так называемых «следствий», это не означает, что человек обладал свободомыслящей независимой волей, чтобы выбрать это «следствие». Скорее всего, это было неопределённое последствие его случайной генетики, случайного опыта и случайных обстоятельств, имеющих значение на момент возникновения «причины».
В философии Канта это требует акта веры, свободный агент веры основан на чем-то априорном, ещё неизвестном или нематериальном. В противном случае, без априорного фундаментального источника свободы агентов, социально важные концепции, созданные человеческим разумом, такие как справедливость, будут подорваны (ответственность подразумевает свободу выбора) и, короче говоря, цивилизация и человеческие ценности рухнут.
Полезно сравнить идею моральной свободы действий с юридической доктриной mens rea, что означает «виновный ум» и утверждает, что человек несёт юридическую ответственность за то, что он делает, пока он должен знать, что он делает, и его выбор определен преднамеренно. Некоторые теоретики отказываются от любых попыток оценить психические состояния и вместо этого принимают доктрину строгой ответственности, согласно которой человек несёт ответственность по закону независимо от дееспособности и что единственное, что необходимо, — это определить степень наказания, если таковое имеется. Моральные детерминисты, скорее всего, придерживались бы аналогичной точки зрения.
Психолог Альберт Бандура заметил, что моральные агенты избирательно отказываются от морали в отношении своего бесчеловечного поведения.

## Различие между моральной свободой воли и моральным терпением
Философы различают моральных агентов, сущностей, чьи действия подлежат моральному рассмотрению, и моральных пациентов, сущностей, которые сами имеют право на моральное рассмотрение. Многие философы, такие как Кант, рассматривают мораль как сделку между рациональными сторонами, то есть между моральными агентами. По этой причине они исключили бы других животных из моральных соображений. Другие, такие как философы-утилитаристы, такие как  Иеремия Бентам и Питер Сингер, утверждали, что ключом к включению в моральное сообщество является не рациональность — потому что если бы это было так, нам, возможно, пришлось бы исключить некоторых инвалидов и младенцев, а также различать степени рациональности здоровых взрослых — реальным объектом моральных действий является избежание страданий. Это — аргумент из предельных случаев.

## Искусственные моральные агенты
Обсуждения об искусственной моральной активности сосредоточены вокруг нескольких основных идей. Первое обсуждение идёт о том, может ли искусственная система быть моральным агентом. Второе обсуждение касается попыток создать машины с этически значимым поведением. Наконец, ведутся споры о том, следует ли создавать роботов как моральных агентов. Правильное различие между этими идеями само по себе стало ключевым моментом обсуждений.
Исследования показали, что люди действительно воспринимают роботов как обладающих разной степенью моральной свободы, и это восприятие может проявляться в двух формах: (1) идеи о моральных способностях робота (способность быть/поступать хорошо или плохо) и (2) идеи о его (не)зависимости от программирования (где высокая зависимость соответствует низкой агентности). Роботы несут большую ответственность за своё (а)моральное поведение, чем люди.

## Животные
Обсуждение моральной свободы воли у животных, кроме человека, включает в себя как дебаты о природе морали, так и о способностях и поведении людей и животных. Мыслители, которые согласны с природой, поведением и способностями разных видов, могут всё же не соглашаться относительно того, какие способности важны для моральной свободы воли или о значении конкретного поведения в определении моральной свободы воли. Поскольку часто считается, что моральные агенты заслуживают особого морального внимания, это обсуждение иногда связано с дебатами о правах животных относительно практик, связанных с животными.
Исследования биологии и поведения животных предоставили убедительные доказательства наличия сложных социальных структур и поведенческих норм у видов, отличных от человека. Есть также свидетельства того, что некоторые виды, кроме человека, особенно другие приматы, могут демонстрировать сочувствие и такие эмоции, как вина или горе, хотя некоторые мыслители это оспаривают. Тем не менее, люди демонстрируют отличительные способности, связанные с интеллектом и рациональностью, такие как способность к абстрактному и символическому мышлению и использованию сложного языка.
Философы и биологи, которые утверждают, что животные, кроме человека, являются моральными агентами, обычно утверждают, что моральная свобода действий зависит от сочувствия или социальных отношений, и подчеркивают доказательства этого у животных, кроме человека. Они также могут указывать на поведение, которое у людей описывается как моральная деятельность, например, наказание людей, нарушающих социальные нормы. Некоторые мыслители предполагают, что существуют различные типы или уровни моральной активности, которые различаются в зависимости от вида, или что животные могут действовать морально, не будучи полными моральными агентами.
Мыслители, которые считают, что только люди могут быть моральными агентами, обычно утверждают, что моральная свобода воли зависит от рациональности. Они подчеркивают отличительные человеческие способности и уникальную сложность человеческого поведения. Они утверждают, что общее поведение, такое как наказание правонарушителей, тем не менее, подкреплено совершенно разными внутренними процессами, а это означает, что такое поведение квалифицируется как моральная деятельность для людей, но не для нелюдей.